# Tabanus hauseri
Tabanus hauseri är en tvåvingeart som beskrevs av Olsufjev 1967. Tabanus hauseri ingår i släktet Tabanus och familjen bromsar.
Artens utbredningsområde är Azerbajdzjan. Inga underarter finns listade i Catalogue of Life.